# ファースト・スクワッド
『ファースト・スクワッド』（英語: First Squad , ロシア語: Пе́рвый отря́д）は、2009年の長編アニメーション作品。日本のSTUDIO 4℃およびロシアMolot Entertainmentによる合作作品。表題の「ファースト・スクワッド(第1分隊)」は、ナージャらが属するのが諜報部(公式サイトでは｢局｣の記載もあり、表記は混乱している)第6部隊の第1分隊であることから。

## ストーリー
舞台は1942年。膠着した戦況を打開すべく、ドイツアーネンエルベは伝説の騎士ヴォルフ男爵とその騎士団を冥界から呼び覚まそうとしていた。赤軍諜報部に所属するナージャは、ドイツ軍の攻撃によって失ったかつての同僚たちを冥界から招き寄せ、これに対抗する。辛くもヴォルフ男爵を討ち果たし赤軍を守ったナージャだが、騎士のマスクを剥ぐとその正体は影武者であった。再びの対決の予兆をみせながら、幕は降りる。

## 登場人物
| 役名         | 俳優               | 説明 |
| ------------ | ------------------ | --- |
| ナージャ     | Elena Chebaturkina | 本編主人公。1942年時点で14歳。サーカスの曲芸師で超能力者の両親の元に生まれる。超能力者の訓練校に幼馴染のレオらと入学したが、ドイツ軍の侵攻によりレオらが処刑され、記憶をなくしていた。予知能力がある。ソ連軍諜報部第6部隊のファースト・スクワッド（第1分隊）所属。 |
| レオ         | Michael Tikhonov   | ファースト・スクワッド所属。射撃の名手。サブリーダー格。ナージャの家のリンゴを盗もうとして知り合う。 |
| ジーナ       | Ludmila Shuvalova  | ファースト・スクワッド所属。火炎放射器を使いこなす。設定によれば数ヶ国語を話す。 |
| マラト       | Damir Eldarov      | ファースト・スクワッド所属。大柄で力持ち。重火器を一人で使いこなす。接近戦闘も得意。 |
| ワーリャ     | Irina Savina       | ファースト・スクワッド所属。小柄なムードメイカー。設定によれば念動力をもつ。 |
| ベーロフ少将 | Aleksandr Gruzdev  | ナージャの上司。公式には存在しないことになっている。 |
| ヴォルフ男爵 | Sergei Aisman      | 幽霊騎士。聖帯刀騎士団団長。1242年にロシアに侵攻し、住民を虐殺するなど非道の限りを尽くしたと伝わる。史実でも、同年アレクサンドル・ネフスキー率いるノヴゴロド公国軍が侵攻してきたドイツ騎士団と凍ったチュド湖上で戦闘、勝利している。                               |

## 制作・エピソード

### スタッフ
- 監督：芦野芳晴
- 音楽：DJ KRUSH

### 受賞歴
- 第31回モスクワ国際映画祭　コメルサント賞